# Kaplica ukrzyżowania w Bardzie
Kaplica ukrzyżowania w Bardzie – jedna z kaplic znajdujących się przy drodze różańcowej, pątniczej drodze prowadzącej z Barda na Różańcową Górę w Górach Bardzkich na Dolnym Śląsku. Kaplica umiejscowiona jest na szczycie góry i jest jedyną znajdującą się na otwartej przestrzeni.

## Opis kaplicy
Kaplica jest rzeźbą plenerową – jest to grupa figur przedstawiająca scenę śmierci Jezusa Chrystusa na krzyżu. Pośrodku znajduje się krzyż z postacią Jezusa i tabliczką INRI nad jego głową. Po lewej i po prawej stronie znajdują się dwa krzyże z postaciami złoczyńców ukrzyżowanych razem z Jezusem. Są to Dyzma (dobry łotr) pierwszy święty i Gestas (zły łotr). U podnóża Jezusa znajdują się trzy postaci: Maria z Nazaretu, matka Jezusa i Maria Magdalena, która towarzyszyła Jezusowi w jego wędrówce po Ziemi Świętej oraz pośrodku klęczący Jan Ewangelista.

## Historia
Postaci zostały wyrzeźbione w białym piaskowcu przez berlińskiego rzeźbiarza Richarda Hegemanna ok. 1930 roku. Całość zmontowano według projektu bardzkiego budowniczego Wittiga. Budowa została ukończona, a kaplica poświęcona w roku 1933. W latach 30. XX w. gdy stawiano kaplicę Różańcowa Góra nie była zalesiona, wtedy kaplica odzwierciedlała jerozolimską Golgotę.